# Inzidenzgeometrie
Unter einer Inzidenzgeometrie versteht man in der Mathematik eine Geometrie, die durch eine so genannte Inzidenzrelation charakterisiert wird. Anschaulich gesprochen erklärt die Inzidenzrelation, welche Punkte in einer bestimmten Geraden enthalten sind, bzw. wie und ob sich Geraden schneiden.
Die Inzidenzgeometrie bietet einen axiomatischen Zugang zur Geometrie und stellt die sonst sehr anschaulichen (weil aus der Beobachtung der Natur erwachsenen) Definitionen auf eine abstrakte Ebene, indem sie zunächst nur elementare Begriffe aus der Mengenlehre verwendet.

## Allgemeine Inzidenzgeometrie

### Definition
Eine Inzidenzstruktur {\displaystyle (P,B,I)} ist ein Tripel bestehend aus einer Menge {\displaystyle P} von Punkten, einer Menge {\displaystyle B} von Blöcken (Geraden) und einer Inzidenzrelation {\displaystyle I}, also einer Teilmenge {\displaystyle I\subset P\times B}. Die Inzidenzstruktur heißt Inzidenzgeometrie, wenn je zwei beliebige Punkte mit genau einer Geraden inzidieren.

### Beispiele für Inzidenzgeometrien
- Der Raum {\displaystyle \mathbb {R} ^{3}} wird wie folgt zu einer Inzidenzgeometrie: Die Menge der Punkte ist {\displaystyle P=\mathbb {R} ^{3}}, die Menge {\displaystyle B} ist die Menge aller affinen Geraden in {\displaystyle \mathbb {R} ^{3}}. Zwei Elemente {\displaystyle x\in P,g\in B} inzidieren, wenn {\displaystyle x\in g} ist, d. h. {\displaystyle (x,g)\in I\Leftrightarrow x\in g}.

### Teilräume und Dimension in der Inzidenzgeometrie
Eine Menge {\displaystyle M\subset P} heißt Linearmenge, wenn für jede Gerade {\displaystyle g}, die mit zwei Punkten aus {\displaystyle M} inzidiert, jeder weitere Punkt, der mit {\displaystyle g} inzidiert, in {\displaystyle M} liegt. Eine Linearmenge von {\displaystyle P} bildet gemeinsam mit ihren zugehörigen Geraden eine Inzidenzgeometrie, welche als Teilraum oder Teilgeometrie von {\displaystyle (P,B,I)} bezeichnet wird.
Damit definiert man den Begriff der linearen Hülle ganz ähnlich wie in der linearen Algebra: Die lineare Hülle {\displaystyle \langle M\rangle } einer Menge {\displaystyle M\subset P} ist der Schnitt über alle Linearmengen, die {\displaystyle M} enthalten. {\displaystyle \langle M\rangle } ist daher die kleinste Linearmenge, die {\displaystyle M} enthält.
Eine Menge {\displaystyle M\subset P} heißt Basis der Menge {\displaystyle P}, wenn {\displaystyle \langle M\rangle =P} und wenn es keine kleinere Menge gibt, die dieselbe Eigenschaft hat. Die Dimension eines Raumes lässt sich dann so definieren, dass sie um 1 kleiner ist als die Mächtigkeit einer Basis.

### Unterschiede zur Euklidischen Geometrie

Beispiel einer Inzidenzgeometrie, man beachte, dass bei solchen graphischen Darstellungen alle Geraden, die nur aus 2 Punkten bestehen, aus Gründen der Übersichtlichkeit nicht eingezeichnet werden.

- Der Begriff der Dimension ist in der Inzidenzgeometrie weit weniger anschaulich als in der euklidischen Geometrie. Betrachtet man die Geometrie in der rechten Abbildung, welche aus 9 Punkten besteht (eingezeichnet sind nur die Geraden, die mehr als 2 Punkte enthalten), so bilden die Punkte {\displaystyle A,B,C} eine Basis, d. h. der Raum hat die Dimension 2. Die Punkte {\displaystyle D,E,F,G} hingegen bilden gemeinsam eine Linearmenge. Gemeinsam mit ihren zugehörigen Geraden bilden sie also einen Teilraum. Nun ist aber die Menge {\displaystyle \{D,E,F,G\}} eine Basis dieses Teilraumes, der damit die Dimension 3 hat. D. h. es ist möglich, dass ein Raum eine kleinere Dimension als einer seiner Teilräume besitzt.

## Besondere Inzidenzgeometrien

### Projektive Geometrie
Eine projektive Geometrie {\displaystyle (P,B,I)} ist eine Inzidenzgeometrie, welche das Veblen-Young-Axiom erfüllt:
Sind {\displaystyle A,B,C,D\in P}, {\displaystyle g_{AB},g_{CD}} die Geraden durch {\displaystyle A,B} bzw. {\displaystyle C,D}, und gibt es einen Punkt, mit dem sowohl {\displaystyle g_{AB}} als auch {\displaystyle g_{CD}} inzidieren, so gibt es auch einen Punkt, mit dem sowohl {\displaystyle g_{AD}} als auch {\displaystyle g_{CB}} inzidieren.
Diesem Axiom kann man noch ein weiteres Axiom hinzufügen, welches verlangt, dass jede Gerade mindestens mit 3 Punkten inzidiert und dass es mindestens 2 Geraden gibt. Eine projektive Geometrie, welche dieses Axiom nicht erfüllt, nennt man entartet.
Das Veblen-Young-Axiom besagt, dass zwei Geraden, die in einer gemeinsamen Ebene verlaufen, immer einen Schnittpunkt besitzen (d. h. es gibt keine parallelen Geraden).

### Affine Geometrie
Eine affine Geometrie {\displaystyle (P,B,I)} ist eine Inzidenzgeometrie mit folgenden Eigenschaften:
- Die Geometrie besitzt einen Parallelismus, d. h. eine Äquivalenzrelation, welche bei einem fest gewählten Punkt {\displaystyle P} jeder Geraden {\displaystyle g}  eine eindeutige Gerade {\displaystyle h} zuweist, so dass {\displaystyle P} und {\displaystyle h} inzidieren,
- Sind {\displaystyle g,g'} parallele Geraden, {\displaystyle P} ein Punkt, der weder mit {\displaystyle g} noch mit {\displaystyle g'} inzidiert und sind {\displaystyle h,h'} Geraden, die mit {\displaystyle P} inzidieren und die {\displaystyle g} schneiden, so schneiden sich die Geraden {\displaystyle h'} und {\displaystyle g'}, wenn sich {\displaystyle h} und {\displaystyle g'} schneiden (Trapezaxiom).

Wiederum kann man das Axiom hinzufügen, dass es zwei Geraden gibt und dass jede Gerade mit mindestens 3 Punkten inzidiert. Eine affine Geometrie, welche dieses Axiom nicht erfüllt, nennt man ebenfalls entartet.
Anschaulich gesprochen besagt das Trapezaxiom, dass zwei parallele Geraden immer in einer gemeinsamen Ebene verlaufen.
Wird der Parallelismus als Äquivalenzrelation verstanden, wie in dieser Definition, dann gilt insbesondere, dass eine Gerade zu sich selbst parallel ist, sonst wäre die Relation nicht reflexiv.